# De Rotterdam
De Rotterdam è un edificio localizzato nel quartiere Wilhelminapier di Rotterdam. Progettato nel 1998, il complesso è situato tra la torre KPN e il terminal crociere di Rotterdam ed è stato terminato alla fine del 2013. Il complesso è utilizzato per ospitare uffici, hotel e appartamenti. Edificio è alto 44 piani e copre un'area totale di circa 160.000 m², rendendolo tra i più grandi edifici dei Paesi Bassi.